# Mathurin Jacques Brisson taxonjai

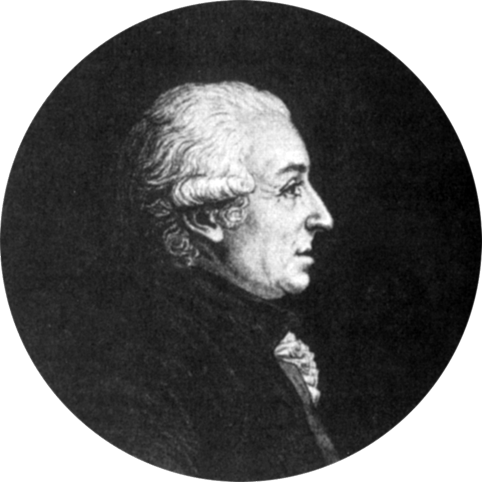
Mathurin Jacques Brisson

Ezen a listán azok a taxon nevek szerepelnek, amelyeket Mathurin Jacques Brisson (1723 – 1806) alkotott. Azok a taxon nevek, amelyek nincsenek belinkelve, manapság csak szinonimaként használtak (az alábbi lista nem teljes):

## Emlősök

### Rágcsálók
- Glis Brisson, 1762
- Cuniculus Brisson, 1762 - Allactaga
- Cuniculus Brisson, 1762
- Hydrochoerus Brisson, 1762
- Hydrochoeris Brisson, 1762 - Hydrochoerus

### Eulipotyphla
- Musaraneus Brisson, 1762 - Sorex

### Párosujjú patások
- Babyrousa orientalis (Brisson, 1762) - babirussza
- cetek (Cetacea) Brisson, 1762
- Tragulus Brisson, 1762
- Giraffa Brisson, 1762

### Ragadozók
- Odobenus Brisson, 1762
- Hyaena Brisson, 1762

### Tobzoskák
- Pholidotus Brisson, 1762 - Manis
- Manis longicaudatus (Brisson, 1756) - hosszúfarkú tobzoska
- Manis longicaudatus (Brisson, 1762) - hosszúfarkú tobzoska

## Madarak

### Tyúkalakúak
- Perdix Brisson, 1760
- Lagopus Brisson, 1760

### Sarlósfecske-alakúak
- Mellisuga Brisson, 1760

### Lilealakúak
- goda (Limosa) Brisson, 1760
- Fratercula Brisson, 1760

### Darualakúak
- Porphyrio Brisson, 1760

### Vágómadár-alakúak
- Accipiter Brisson, 1760

### Bagolyalakúak
- Asio Brisson, 1760

### Harkályalakúak
- Bucco Brisson, 1760
- Galbula Brisson, 1760

### Kígyászdarualakúak
- Cariama Brisson, 1760

### Verébalakúak
- Pica Brisson, 1760
- Buphagus Brisson, 1760
- Ficedula Brisson, 1760
- Muscicapa Brisson, 1760
- Pyrrhula Brisson, 1760
- Passer Brisson, 1760
- Rupicola Brisson, 1760

### Gólyaalakúak
- Ciconia Brisson, 1760

### Gödényalakúak
- Cochlearius Brisson 1760
- Scopus Brisson, 1760

### Szulaalakúak
- Anhinga Brisson, 1760
- Phalacrocorax Brisson, 1760
- Sula Brisson, 1760

### Viharmadár-alakúak
- Puffinus Brisson, 1760

### Pingvinalakúak
- Spheniscus Brisson, 1760

### Struccalakúak
- Casuarius Brisson, 1760